# Swissminiatur
SwissMiniatur est un parc de miniatures de Suisse.
Inauguré en 1959 à Melide non loin de Lugano dans le canton du Tessin, il présente, sur 14 000 m2, la reproduction de 120 bâtiments, monuments et sites de Suisse en miniature à l'échelle 1:25.